# Diplopie
Diplopie of dubbelzien is wanneer een persoon zijn omgeving twee keer ziet. De twee beelden kunnen zowel boven als naast elkaar staan en in de diagonaal.

## Enkelzien
De menselijke ogen geven twee afzonderlijke beelden door aan de visuele schors in de hersenen. De hersenen vormen deze twee beelden om in één enkel beeld. Dit heet beeldfusie, het vermogen van de hersenen om twee beelden tot één enkel beeld te vormen. Het verschil tussen de inkomende beelden maakt het vervolgens mogelijk om diepte waar te nemen.

## Oorzaken

### Diplopia binocularis
Wanneer de twee beelden van beide ogen te veel van elkaar verschillen kunnen de hersenen deze niet meer tot één beeld vormen. De persoon zal dan de twee beelden apart waarnemen. Dit noemt men diplopia binocularis. De oorzaken hiervoor zijn verschillend en hebben verschillende gevolgen.
- Strabisme. De ogen zelf staan niet op hetzelfde punt gericht, men kijkt dus scheel. De oogspieren kunnen dit proberen te herstellen door het straberende (schele) oog alsnog de goede kant op te trekken. Dit heet motorische fusie. Bij jonge kinderen kan strabisme leiden tot amblyopie, een lui oog: doordat de hersenen dan een van de inkomende beelden negeert om het dubbelzien tegen te gaan, zal het genegeerde oog zich niet goed ontwikkelen.
- Aniseikonie, wanneer de ametropie (sterkte) van de ogen een groot verschil heeft. Door het verkleinings- dan wel vergrotingseffect van een bril kunnen de inkomende beelden te veel van elkaar verschillen. Het rechteroog neemt het beeld bijvoorbeeld veel kleiner waar dan het linkeroog, het verschil is op een gegeven moment niet langer meer te overbruggen door sensorische fusie en er ontstaat dubbelzicht. Contactlenzen geven dan vaak een oplossing omdat deze geen vergroting/verkleining geven tijdens het dragen.

### Diplopia monocularis
Minder vaak voorkomend is de situatie waarbij een enkel oog, terwijl het andere afgedekt is, dubbel ziet. Dit noemt men diplopia monocularis. Het kan onder andere veroorzaakt worden door keratoconus (kegelvormig hoornvlies), cataract (staar), verplaatsing van of schade aan de lens of beschadiging van de visuele schors.

### Vrijwillige diplopie
Sommige mensen zijn in staat vrijwillig dubbel te zien. Dit kan op verschillende manieren: Men kan met opzet scheel kijken naar het puntje van de neus. Men kan echter ook bewust gelijktijdig naar objecten te kijken die achter of naast elkaar staan. Dit effect is bijvoorbeeld na te bootsen door een vinger te houden tussen de ogen en het beeldscherm en op beiden scherp te stellen.